# 樋口站 (埼玉縣)

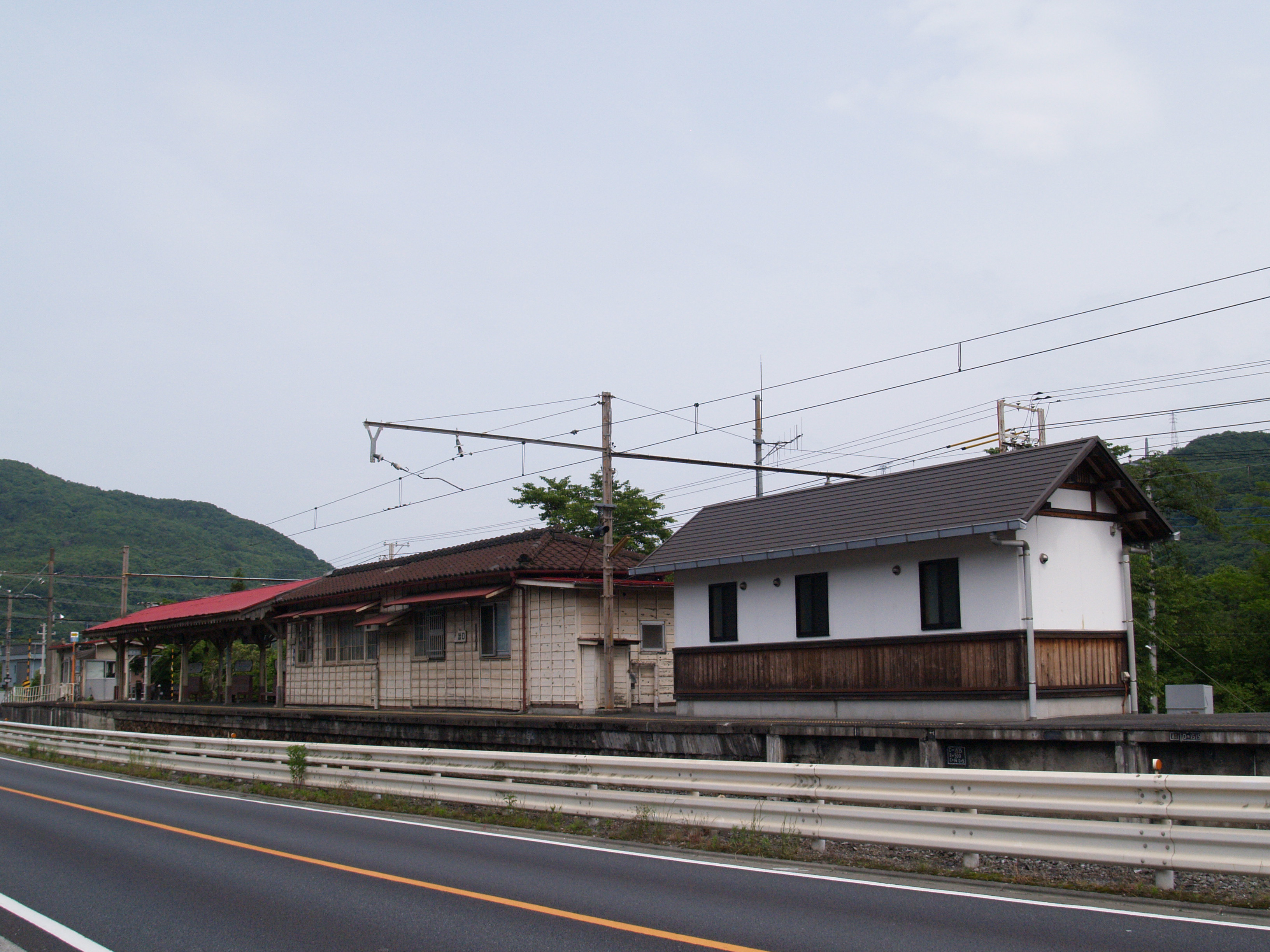
從野上站一方望向車站大樓（2012年6月）

樋口站（日语：／ Higuchi eki */?）是位於埼玉縣秩父郡長瀞町大字野上下鄉939番4號，秩父鐵道的秩父本線車站。

## 歷史
- 1911年（明治44年）9月14日 - 車站啟用。

## 車站構造
此站是地面車站，設有1面2線的島式月台。此站是由寄居站管理的業務委託車站。車站職員當值時間為平日的星期一、三、五7:00～14:00，星期二、四的10:00～17:00和星期六日9:00～17:00。
由於空間問題，車站大樓位於月台上。廁所位於檢票口內，但是在沒有職員當值的時候不能使用。

### 月台
| 月台 | 路線    | 方向                         |
| ---- | ------- | ---------------------------- |
| 1    | ■秩父線 | 寄居、熊谷、行田市、羽生方向 |
| 2    | ■秩父線 | 長瀞、秩父、三峰口方向       |

## 使用狀況
- 在2018年度1日平均乘車人次為123人。

| 年度               | 1日平均 乘車人次 |
| ------------------ | ---------------- |
| 2009年（平成21年） | 137              |
| 2010年（平成22年） | 126              |
| 2011年（平成23年） | 122              |
| 2012年（平成24年） | 133              |
| 2013年（平成25年） | 131              |
| 2014年（平成26年） | 131              |
| 2015年（平成26年） | 123              |
| 2016年（平成28年） | 116              |
| 2017年（平成29年） | 121              |
| 2018年（平成30年） | 123              |

## 車站周邊
- 國道140號
- 埼玉縣道201號岩田樋口停車場線（日语：埼玉県道201号岩田樋口停車場線）
- 荒川
  - 白鳥橋（日语：白鳥橋 (荒川)）
- 長瀞町立長瀞第二小學
- 野上下鄉石塔婆（日语：野上下郷石塔婆） - 國家指定史蹟
- 寛保洪水位磨崖標 -  縣指定史蹟。在1742年的「寛保大洪水（日语：寛保二年江戸洪水）」的水位高度標示了「水」字。
- 仲山城蹟 - 在1590年，豐臣秀吉軍攻破的城堡。
- 岩田之大岩
- 道光寺 - 長瀞七草寺之一
- 長瀞片栗之里

## 相鄰車站
秩父鐵道
秩父本線
SL「Paleo Express」、急行「秩父路」
通過
普通
波久禮－樋口－野上

## 注腳
1. ↑  ,   [2020年6月28日], （原始内容存档于2020年9月25日） （日语）

## 外部連結
- 車站情報 樋口站（秩父鐵道） （页面存档备份，存于）（日語）